# Szekine Sinobu
Szekine Sinobu, (japánul: 関根 忍) (Ōarai, 1943. szeptember 20. – Tokió, 2018. december 18.) olimpiai bajnok japán cselgáncsozó.

## Pályafutása
1971-ben világbajnoki bronzérmes lett abszolút kategóriában. Az 1972-es müncheni olimpián aranyérmes lett a 80 kg-os súlycsoportban. Az Ázsia-játékokon egy-egy arany- és bronzérmet szerzett.

## Sikerei, díjai
- Olimpiai játékok
  - aranyérmes: 1972, München (80 kg)
- Világbajnokság
  - bronzérmes: 1971 (abszolút kategória)
- Ázsia-játékok
  - aranyérmes: 1966 (80 kg)
  - bronzérmes: 1966 (abszolút kategória)